# Henri Gance
Henri Gance (Parigi, 17 marzo 1888 – Parigi, 29 novembre 1953) è stato un sollevatore francese.

## Palmarès
Olimpiadi
- 1 medaglia:
  - 1 oro (pesi medi ad Anversa 1920)